# 유언계약
유언계약이란 현재 의무의 이행과 미래의 유언으로 인한 증여를 서로 교환하는 계약이다. 일반적으로 계약은 사후 자신의 재산을 남겨하고자 하는 사람이 자신의 재산을 받을 상속인과 맺는 계약이다.

## 참고 문헌
- 명순구, 현대미국신탁법, 세창출판사, 2005 ISBN 978-89-8411-124-0
- 임채웅 역, 미국신탁법 : 유언과 신탁에 대한 새로운 이해, 박영사, 2011 ISBN 978-89-6454-628-4